# Estaires

Estaires este o comună în departamentul Nord, Franța. În 1 ianuarie 2022 avea o populație de 6.551 de locuitori.